# Agen
För andra betydelser, se Agen (olika betydelser).

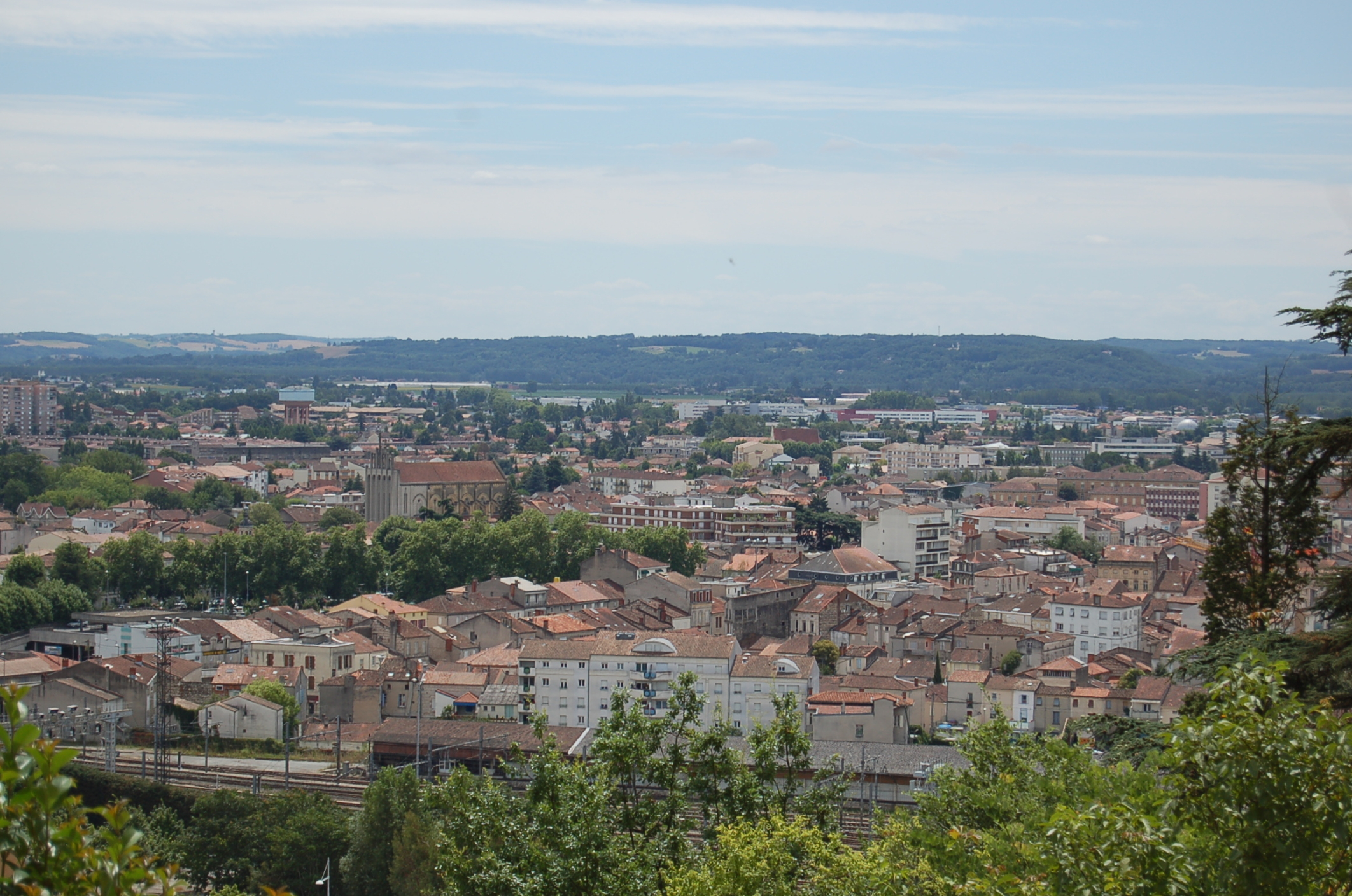
Agen

Agen är en stad och kommun i departementet Lot-et-Garonne i regionen Nouvelle-Aquitaine i Frankrike med 32 193 invånare (2022). Staden är belägen vid floden Garonne cirka 120 km sydost om Bordeaux.
Agen grundades då Gallien utgjorde en del av det romerska riket och blev en betydande stad under medeltiden med sitt läge mellan de franska och engelska kungarikena.

## Befolkningsutveckling
Antalet invånare i kommunen Agen
| Referens: INSEE |